# 堪布
堪布（藏語：མཁན་པོ།，威利转写：mkhan bo，THL：Khenpo，藏语拼音：Känbo），藏傳佛教男性稱謂，女性則為堪嫫（藏語：མཁན་མོ།，威利转写：mkhan mo，THL：Khenmo，藏语拼音：Känmo），意為佛學博士；通過特定寺院提供佛學教育的出家僧侶，才可以享有這個稱號。通常被稱為堪布的僧人，同時要兼負寺院的管理職責，其角色與漢傳佛教中的住持類似。
西藏历史上曾是政教合一体制，因此堪布也曾是一種正式的僧官職稱。

## 歷史
堪布的字源來自梵語upādhyāya，即漢語的和尚、親教師。藏語中堪（khan）義爲“專家”、“博士”，布（po）義爲“者”。
堪布最早是一種資格，藏傳出家眾在通過九至十五年的學習之後，就可以取得這個稱號。在其下還有De Nod Dzin Pa及Shor Phon兩個較低層級的尊稱。
在格魯派傳統中，堪布兼負了寺院的管理職責，類似於漢傳佛教中的住持。通常堪布都需要同時具備格西的資格。

## 相關概念
- 堪千（藏語：མཁན་ཆེན།，THL：khen-chen 英語：）：為「堪布千波」（藏語：མཁན་པོ་ཆེན་པོ།，THL：khenpo chenpo）縮寫，也譯作堪欽；義爲「大堪布」，「千波」（chenpo）即“大”。[2]
- 堪索：格鲁派的堪布卸任后称为「堪索」。[2]
- 基堪布：大方丈堪布（不丹佛教界的領袖）。
- 堪祖（khan–sprul）：同時具有堪布和祖古身份者。[2]
- 总理堪布，综管全寺；赤巴堪布，全寺首席委员；基洽（或基恰、基巧）堪布（spyi-khyab-mkhan-po），總堪布，清時活佛府邸布達拉宮最高僧官，下辖索布（或蘇本）堪布（gsol-dpon-mkhan-po）、森本堪布（gzim-dpon-mkhan）、却本（或曲本）堪布（chos-dpon-mkhan-po），分管布达拉宫饮食、起居及佛事[3][4]；古嘉堪布，近侍堪布[5]；等等，這些是僧職。依照技藝、學識分類，就有绘画堪布（lhabzo khanpo）、诗词堪布（snyan ngag khanpo）等。

### 外部文獻
- Mukpo, Diana J & Gimian, Carolyn (2006) Dragon Thunder: My Life with Chögyam Trungpa ISBN 1-59030-256-7